# 성모 (털)
성모(性毛) 또는 안드로겐성 털(androgenic hair)은 사춘기 동안과 그 이후에 인체에서 발생하는 말단 모발이다. 이는 머리털과도 다르며 색상이 훨씬 더 옅고 맨눈에 잘 띄지 않는 솜털과도 다르다. 안드로겐성 털의 성장은 안드로겐(남성 호르몬) 수준 및 피부 유두의 안드로겐 수용체 밀도와 관련이 있다. 두 가지 모두 모낭 세포 증식의 한계점에 도달해야 한다.
어린 시절부터 성별에 관계없이 연모는 인체의 거의 모든 부위를 덮는다. 예외로는 입술, 귀 뒤쪽, 손바닥, 발바닥, 특정 외부 생식기 부위, 배꼽 및 흉터 조직이 있다. 털의 밀도, 즉 피부 단위 면적당 모낭의 수는 사람마다 다르다. 많은 경우, 연모가 포함된 신체 부위는 사춘기 동안 더 어둡고 두꺼운 체모를 생성하기 시작한다. 암컷에게는 더 얇아 보일 수도 있다.
안드로겐성 털은 두피에서 자라는 모발과 동일한 성장 패턴을 따르지만 성장기 단계는 더 짧고 휴지기 단계는 길다. 머리털의 성장기 단계는 수년 동안 지속되는 반면, 성모의 남성호르몬 모발 성장 단계는 몇 달 동안 지속된다. 모발의 휴지기는 모발의 위치에 따라 몇 주에서 거의 1년까지 다양한 기간 동안 지속된다. 이렇게 짧아진 성장 기간과 연장된 휴면 기간은 머리털이 신체의 다른 털보다 훨씬 더 긴 경향이 있는 이유를 설명한다. 예를 들어, 손등의 털과 음모를 비교할 때 나타나는 길이의 차이는 해당 부위의 다양한 성장 주기로 설명할 수 있다. 특히 남성과 여성을 비교할 때 사람마다 나타나는 성모 길이의 차이도 마찬가지이다.

## 같이 보기
- 탈모증
- 제모
- 조모증
- 모발 색
- 발모벽